# Монако на літніх Олімпійських іграх 1984
Монако брало участь у Літніх Олімпійських іграх 1984 року у Лос-Анджелесі (США) удванадцяте за свою історію, пропустивши Літні Олімпійські ігри 1980 року, але не завоювала жодної медалі. Країну представляли 8 спортсменів у 5 видах спорту.

## Результати змагань

### Стрільба з лука
- Джиллес Креспо
Чоловіки: 39-е місце

### Фехтування
- Олівер Мартіні
Сабля, чоловіки: 30-е місце

### Дзюдо
- Ерік-Льюїс Бессі
Середня вагова категорія: 18-е місце

### Стрільба
- П'єрр Бойссон
Малокаліберна гвинтівка з положення лежачи: 69-е місце
- Жан-П'єрр Гаспаротті
Кульовий пістолет: 48-е місце
- Жоель Нігіоно
Кульовий пістолет: 50-е місце
- Жан-Марі Репайре
Трап: 62-е місце

### Плавання
- Жан-Люк Адорно
100 метрів вільним стилем: 56-е місце